# EWA IIc
Die Serie EWA IIc war eine Tenderlokomotivreihe der Eisenbahn Wien-Aspang (EWA).
Ursprünglich als Serie TLs bezeichnet, hatte sie die Achsformel Bn2t und wurde von der Lokomotivfabrik Krauss in München 1882 gebaut.
Im neuen Bezeichnungsschema wurden die Lokomotiven als Serie IIc mit den Nummern 21 und 22 eingeordnet.
Lok 21 wurde bereits 1921 abgestellt und kam 1937 zur Kabelfabrik Felten & Guilleaume in Diemlach bei Kapfenberg, von wo sie 1977 in den Bestand des Österreichischen Eisenbahnmuseums und 1980 ins Eigentum des Technischen Museums Wien kam. Standort im Jahr 2006 war der Karlsplatz in Wien, wo die Lokomotive nach einer Restaurierung auf die Sonderausstellung „Große Bahnhöfe“ im Historischen Museum der Stadt Wien („Wien Museum“) hinwies. Diese Restaurierung umfasste nur eine eingehende Entrostung und Oberflächenbehandlung, betriebsfähig ist die Lokomotive nicht. Danach war die Lokomotive bis 2009 im Park östlich des Technischen Museums in Wien an der Winckelmannstraße aufgestellt.  2010 wurde sie zum Eisenbahnmuseum Schwechat gebracht.
Lok 22 kam 1921 zur Lederfabrik Wels, später Welser Industriebahn, im Jahre 1952 zur Grazer Schleppbahn. 